# Cambará AC
Die Cambará Atlético Clube war ein Fußballklub aus Cambará, im brasilianischen Bundesstaat Paraná.

## Geschichte
Nach Quellenlage bestand Cambará mindestens ab 1961. Ab dem Jahr sind Spiele in der Staatsmeisterschaft von Paraná nachgewiesen. 
Man debütierte in der Zona Norte Velho am 25. Juni im Heimspiel gegen den Guaraní FC aus Bandeirantes. Der Einstieg misslang, der Klub unterlag mit 0:1. Der erste Sieg gelang dem Klub im letzten Gruppenspiel am 7. September zuhause gegen CER Tavorense (4:2-Erfolg). Nach der Austragung der beiden Runden in seiner Gruppe landete Cambará auf dem letzten Platz bei zehn Teilnehmern und schied aus dem Turnier aus. In seinen 18 Spielen hatte der Klub einen Sieg und drei Unentschieden erreicht. Im Gesamtklassement der 37 Teilnehmer belegte Cambará den vorletzten Platz.
In der Folgesaison schnitt Cambaraense besser ab. Man erreichte die Endrunde der besten drei Klubs. Gegen den Londrina EC und Coritiba FC konnte der Klub zwei Unentschieden rausholen und wurde Dritter, Londrina Meister.
1963 wurde schlossen sich die AA Cambaraense und der CER Operário mit Cambará zusammen. Wieder erreichte der gestärkte Klub die Runde der besten Drei. Wieder wurde man Dritter, hinter dem Meister Grêmio Maringá und dem CA Ferroviário.
Maringá konnte 1964 seinen Titel verteidigen vor dem CA Seleto und wieder Cambará als Drittem. Die Staatsmeisterschaft 1965 ging dann nicht mehr gut aus für den Klub. Der Federação Paranaense de Futebol, der regionale Fußballverband, hatte die Regularien für die Saison geändert. Er wollte die Teilnehmerzahl zur die Meisterschaft 1966 reduzieren und erhöhte deshalb die Zahl der Absteiger aus der 1965er Meisterschaft. Von den 30 Teilnehmern mussten 18 absteigen. Cambará belegte in der Vorrunde seiner Gruppe den achten Rang bei 17 Beteiligten und damit einen der Abstiegsplätze. Nach Beendigung der Saison verlieren sich die Spuren des Klubs. In der Staatsmeisterschaft trat dieser nicht mehr an. Eine Existenz ist nicht nachgewiesen.
Erst ab 1974 gab es mit der SE Matsubara wieder einen Profifußballklub in Cambará.
Tião Abatiá, Gewinner der Bola de Prata 1971 als bester Stürmer der Meisterschaft 1971, ausgezeichnet, begann 1965 seine sportliche Laufbahn bei Cambará.

## Teilnahme an Fußballwettbewerben
| Wettbewerb          | Teilnahmen  |
| ------------------- | ----------- |
| Staatsmeisterschaft | 1961 *–1965 |